# Pisaura mirabilis
Pisaura mirabilis CLERCK, 1757 è un ragno della famiglia dei Pisauridae.
Ha una distribuzione paleartica  e può essere rinvenuto in tutta Europa.
Vive in tutti gli habitat, ma preferisce ambienti umidi, come prati umidi, brughiere di pianura, saline, dune, margini delle foreste e siepi umide. Non si trova sotto le rocce o nelle caverne.

## Descrizione
- Possiede lunghe zampe (la quarta è la più lunga) e un addome snello (opistosoma). Quest'ultimo è lungo e stretto e affusolato verso l'estremità posteriore.
- Il maschio è lungo 10-13 mm, la femmina tra 12 e 15 mm.  Dopo la muta finale, i ragni maschi pesano in media 54 mg e le femmine 68 mg.

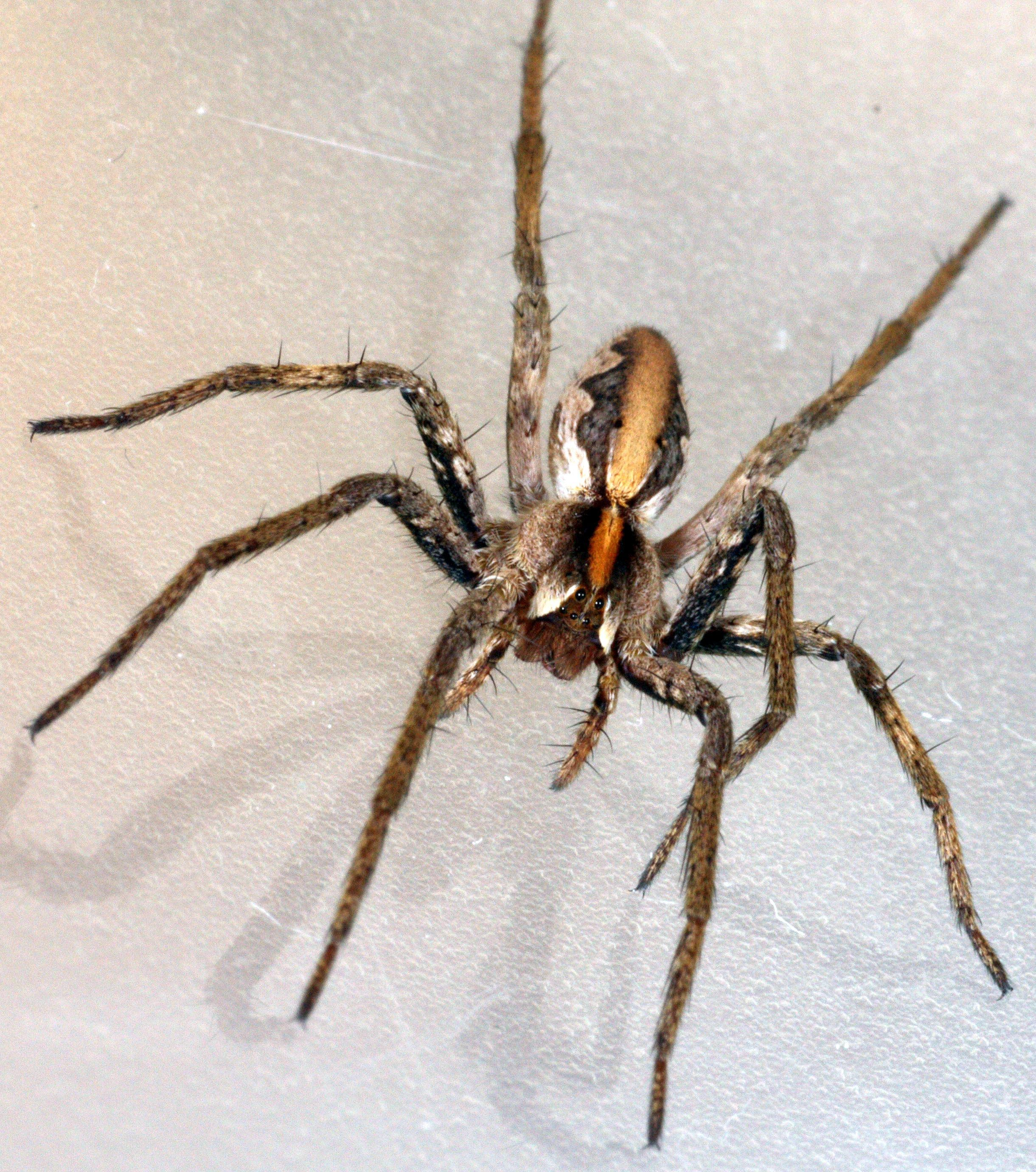
♂

Il cefalotorace (capo + torace)  è di colore variabile marrone chiaro, rossastro, grigio o nero con una striscia più chiara nel mezzo.